# Szilveszter Matuska
Szilveszter Matuska (Csantavér, Austria-Hungría, 29 de enero de 1892-Desaparecido en 1945) fue un asesino en masa e ingeniero mecánico húngaro que realizó dos intentos exitosos y al menos dos intentos de descarrilar trenes de pasajeros en Hungría, Alemania y Austria en 1930 y 1931.

## Crímenes
Matuska hizo al menos dos intentos fallidos de descarrilar trenes en Austria en diciembre de 1930 y enero de 1931.
El primer crimen exitoso de Matuska fue el descarrilamiento del tren expreso Berlín-Basilea al sur de Berlín el 8 de agosto de 1931. Más de 100 personas resultaron heridas, varias de ellas de gravedad, pero no hubo muertes. Debido al descubrimiento de un desfigurado periódico nazi en la escena del crimen, entre otras cosas, se creía que el ataque había sido motivado políticamente. Una recompensa de 100 000 Reichsmark sería dada a quien entregara al perpetrador.
El segundo y más notorio crimen exitoso de Matuska fue el descarrilamiento del Vienna Express hacia Viena cuando cruzaba el puente Biatorbágy cerca de Budapest a las 12:20 a. m. del 13 de septiembre de 1931. Veintidós personas murieron y otras 120 resultaron heridas, 17 de ellas graves.
Matuska cometió este crimen colocando numerosos bastones de dinamita en una maleta de fibra marrón, que había detonado en un viaducto debido al peso del tren, lo que provocó que la locomotora y nueve de los once vagones se hundieran en un barranco a 30 metros de profundidad. Matuska fue descubierto en la escena del crimen pero, haciéndose pasar por un pasajero sobreviviente, fue liberado. Sin embargo, los investigadores de los tres países siguieron su rastro y fue detenido en Viena un mes después, el 10 de octubre de 1931, tras lo cual no tardó en confesar. 
Matuska fue juzgado y condenado en Austria por los dos intentos fallidos. Más tarde fue extraditado a Hungría con la condición de que no fuera ejecutado. Fue declarado culpable de asesinato y condenado a muerte, pero la sentencia fue conmutada por cadena perpetua según lo acordado con Austria.

## Desaparición
Según los informes, Matuska escapó de la cárcel en Vác en 1945. Según algunos informes, se desempeñó como experto en explosivos durante las últimas etapas de la Segunda Guerra Mundial; nunca fue recapturado y su destino es desconocido. Han circulado rumores de que apareció en el bando comunista en la Guerra de Corea, pero no hay pruebas que lo respalden. 
Los motivos de Matuska siguen sin estar del todo claros. Se pensó inicialmente que su primer ataque había sido motivado políticamente. Durante su juicio, Matuska fue diagnosticado por psicoanalistas y psiquiatras como mentalmente inestable o enfermo; y durante su testimonio afirmó haber recibido la orden de descarrilar el expreso de Dios. Matuska también ha sido citado por explicar sus crímenes diciendo: "Destrocé trenes porque me gusta ver morir a la gente. Me gusta escucharlos gritar". Se informó que alcanzó el orgasmo mientras observaba los trenes que había saboteado chocar (un examen forense de los pantalones que había usado la noche del choque fatal descubrió evidencia de manchas de semen).

## Cultura popular
- En 1990, Matuska se convirtió en el tema de una canción, Sylvestre Matuschka, de la banda Lard.[14]

- Una película para la televisión húngara/alemana titulada Viadukt se realizó en 1983 y se basó en este caso (en español titulada El Asesino del Tren).[15]

- En 1993, Matuska se convirtió en el tema de una instalación de arte del artista belga Danny Devos.[16]